# The Man Who Won (film 1918)
The Man Who Won è un film muto del 1918 diretto da Rex Wilson.

## Trama
Un architetto corteggia la figlia del vicario, ma scopre che la ragazza è stata adottata. Lei finirà per sposare un povero operaio che però erediterà una fortuna, diventando ricco.

## Produzione
Il film fu prodotto dalla G.B. Samuelson Productions.

## Distribuzione
Distribuito dalla Granger, il film uscì nelle sale cinematografiche britanniche nel dicembre 1918.